# Каттер (Аризона)
Каттер (англ. Cutter) — переписна місцевість (CDP) в США, в окрузі Гіла штату Аризона. Населення — 84 особи (2020).

## Географія
Каттер розташований за координатами 33°21′30″ пн. ш. 110°39′34″ зх. д. / 33.35833° пн. ш. 110.65944° зх. д. (33.358380, -110.659327).  За даними Бюро перепису населення США в 2010 році переписна місцевість мала площу 2,14 км², уся площа — суходіл.

## Демографія
Згідно з переписом 2010 року, у переписній місцевості мешкали 74 особи в 20 домогосподарствах у складі 17 родин. Густота населення становила 35 осіб/км².  Було 21 помешкання (10/км²).
Расовий склад населення:
| - 93,2 % — корінних американців - 4,1 % — білих |

До двох чи більше рас належало 2,7 %. Частка іспаномовних становила 17,6 % від усіх жителів.
За віковим діапазоном населення розподілялося таким чином: 36,5 % — особи молодші 18 років, 58,1 % — особи у віці 18—64 років, 5,4 % — особи у віці 65 років та старші. Медіана віку мешканця становила 25,5 року. На 100 осіб жіночої статі у переписній місцевості припадало 111,4 чоловіків;  на 100 жінок у віці від 18 років та старших — 95,8 чоловіків також старших 18 років.
За межею бідності перебувало 42,2 % осіб, у тому числі 100,0 % дітей у віці до 18 років та 0,0 % осіб у віці 65 років та старших.
Цивільне працевлаштоване населення становило 30 осіб. Основні галузі зайнятості: роздрібна торгівля — 43,3 %, транспорт — 36,7 %, мистецтво, розваги та відпочинок — 20,0 %.